# Royal Football Club Seraing (17)
Ne pas confondre avec le Royal Football Club Seraing (23) (anciennement Union liégeoise puis Seraing RUL) qui a repris le nom RFC Seraing en 2009.
Maillots
Le Royal Football Club Seraing, dénommé Royal Football Club Sérésien jusqu'en 1994, était un club belge de football porteur du matricule 17. En 1996, en sérieuses difficultés financières, il a été absorbé (aucune fusion officielle) par le Standard de Liège, porteur lui du matricule 16.
Le nom de R. FC Sérésien est repris par l'ancien club de Seraing RUL ayant le matricule 23. Le conseil d'administration de ce club est composé essentiellement d'anciens joueurs, dirigeants et supporters du matricule 17.
Le FC Sérésien (17) a débuté ses activités entre 1900 et 1904. Il a participé au Championnat belge de Division 1 dans les années 80 et 90. Il s'y est notamment classé à la 3e place finale au terme de la saison 1993-1994, soit deux ans avant de disparaître !

## Repères historiques
- 1900 : Avril 1900, fondation du FOOTBALL CLUB SÉRÉSIEN. Ce cercle disparaît en 1901.

- 1904 : Dans le courant de l'année 1904 est reconstitué le FOOTBALL CLUB SÉRÉSIEN (1900-1901), sous le nom de FOOTBALL CLUB SERAING, dans le quartier des Biens communaux.
- 1905 : 10 novembre, affiliation de FOOTBALL CLUB SERAING à UBSSA en qualité de « club débutant ». le 12 décembre, FOOTBALL CLUB SERAING est reconnu « club effectif ».
- 1906 : durant l'année 1906, FOOTBALL CLUB SERAING s'installe sur un site de la « rue de la Boverie » sur un terrain appartenant à la société de John Cockerill. Il s'agit déjà du site de l'actuel stade du Pairay.
- 1924 : 1er janvier 1924, FOOTBALL CLUB SERAING change son appellation et devient FOOTBALL CLUB SÉRÉSIEN. À l'occasion de la saison 1924-1925, le FC Sérésien dispute sa première saison en séries nationales, dans ce qui est à l'époque appelé la « Promotion » (2e niveau national).
- 1926 : décembre 1926, première publication du registre des n° matricule de l'URBSFA dans le journal « La Vie Sportive », organe officiel de la fédération. FOOTBALL CLUB SÉRÉSIEN se voit attribuer le matricule 17.
- 1927 : Reconnu « Société Royale » vers le 25 juin 1927, FOOTBALL CLUB SÉRÉSIEN (17) adapte sa dénomination en ROYAL FOOTBALL CLUB SÉRÉSIEN (17) à partir du 29 juin 1927.
- 1994 : 1er juillet 1994, ROYAL FOOTBALL CLUB SÉRÉSIEN (17) change sa dénomination en ROYAL FOOTBALL CLUB SERAING (17).
- 1996 : 30 juin 1996, en grandes difficultés financières, ROYAL FOOTBALL CLUB SÉRÉSIEN (17) disparaît absorbé par le ROYAL STANDARD DE LIÈGE (16). Le matricule 17 est démissionné le même jour.

## Évolution sportive
- 1931 : Redescendu en 1926, au nouvellement créé 3e niveau qui a hérité du nom de « Promotion », le R. FC Sérésien remonte au 2e étage qui s'appelle « Division 1 ». Le matricule 17 y évolue pendant 21 ans. Ne se classant que 14e sur 16 dans sa série du niveau 2, le R. FC Sérésien ne s'y maintient pas et glisse en « D3 ».
- 1952 : Nouvelle réforme des compétitions avec la création d'un 4e niveau national qui hérite du nom de « Promotion ». Les trois premiers deviennent la « Division 1 », « Division 2 » et « Division 3 ».
- 1958 : Le R. FC Sérésien accède à la « Division 2 ». Un retour peu glorieux en termes de résultats. 14e en 1959 avec un tout petit point de mieux que le R. FC Renaisien (premier descendant), le matricule 17 finit dernier l'année suivante et retourne en « D3 ».
- 1965 : Nouvelle accession à la « Division 2 ». Cette fois le séjour dure 4 saisons. Le matricule 17 termine au 4e rang avec cinq unités de retard sur le champion Waregem. Classement identique en 1967 à neuf longueurs de Beveren lequel conquiert un second titre de rang. Dernier en 1969, les « Métallos » retrouvent la « D3 ».
- 1970 : Une décennie de galère. Le matricule 17 connaît un recul dans la hiérarchie avec deux descente en « Promotion » en 1973 et en 1978. Heureusement pour le club, les séjours au 4e niveau sont brefs (2 et 1 saison). Excepté les deux titres obtenus au 4e étage, la plus belle saison est l'exercice 1976-1977 durant lequel le club finit troisième en « Division 3 » derrière Hasselt et Namur. Hélas, douze mois plus tard, c'est une nouvelle relégation en « Promotion ».
- 1979 : Deux titres consécutifs ramènent les « Rouges et Noirs » en « Division 2 » au bout de onze ans d'absence. En 1981, le matricule 17 termine « vice champion », cinq points derrière Tongres, mais loupe son tour final remporté par le KV Mechelen
- 1981 : Montée en Division 1 ! Champion avec un point de plus que le Beerschot, le R. FC Sérésien devient le 6e club de la Province de Liège à atteindre la plus haute division belge, cinquante-deux ans après le 5e (Montegnée).
- 1984 : 18 juin 1984, le R. FC Sérésien est déclaré en faillite. Des mesures transitoires sont prises afin d'alléger l'endettement. Après un maintien assuré avec un 13e rang puis deux cinquièmes places, le ciel s'obscurcit au-dessus du Pairay en raison du manque d'argent.
- 1987 : Quatorzième puis seizième, le matricule 17 est relégué en « D2 » en compagnie de Berchem.
- 1988 : « Le ver est dans le fruit ». Les soucis financiers pénalisent les Métallos qui ne font mieux qu'une 12e place.
- 1990 : Le matricule 17 connaît un joli sursaut lors de la saison 1988-1989 quand il lutte pour le titre. Celui-ci échoit finalement au Ekeren et le tour final à La Gantoise. Un an plus tard, Seraing termine avant-dernier et descendant. Comme trois ans plus tôt, c'est Berchem sport qui l'accompagne à l'étage inférieur.
- 1991 : La chute en « D3 » est rapidement amortie, notamment par l'arrivée d'un nouveau soutien financier en la personne de l'entrepreneur Gérald Blaton. Le R. FC Sérésien est au coude-à-coude avec le K. VK Tienen. Un « test-match » doit désigner le champion. Au stade André Dumont du K. RC Genk, le matricule 17 s'impose 1-0 et retrouve l'antichambre de l'élite.
- 1993 : Retour en Division 1. Comme douze ans plus tôt, le Seraing coiffe les lauriers devant le Beerschot. Les « Métallos » se sont donné les moyens de faire aboutir leurs ambitions. Dans l'effectif rouge et noir, on note Lars Olsen, capitaine du Danemark champion d'Europe 1992. Cette même saison, le club atteint les quarts de finale de la Coupe de Belgique.
- 1994 : L'Europe ! Sous la direction de l'ancien international Georges Heylens, le matricule 17 dispose d'un noyau compétitif, avec notamment un trio brésilien: Edmílson, Isaias et Wamberto. Le club termine sur le podium et se qualifie pour la Coupe de l'UEFA. Les autorités communales, sollicitées pour que le stade du Pairay soit mis en conformité avec les exigences de l'UEFA, demandent en contrepartie que le nom de la localité apparaisse dans celui du club. Celui-ci devient ainsi le R. FC Seraing.
- 1994 : Dans le cadre de la Coupe de l'UEFA 1994-1995, Seraing est opposé au FK Dynamo Moscou. Battus à domicile (3-4) Menés 0-4, les Sérésiens marquent trois buts lors des 23 dernières minutes., les « Métallos » s'imposent dans la capitale russe (0-1). Ayant marqué davantage en déplacement, les Moscovites sont qualifiés.
- 1996 : L'Histoire du club nonagénaire s'arrête abruptement. Lassé par le football, son milieu particulier et aussi de perdre trop d'argent, le Président Blaton conclut un accord avec le Standard de Liège qui absorbe le matricule 17. Le club disparait et en l'espace de quelques semaines, des milliers de fans se retrouvent sur le carreau.

## Succession

### Matricule 23
Les installations de la rue de la Boverie et du stade du Pairay étant libres de tout occupant, la commune de Seraing accepte l'arrivée d'une autre club de la région. On parle de la Royale Union Liégeoise porteuse du matricule 23 de l'ancien R. FC Bressoux lequel a fusionné avec Le R. Jupille FC quatre ans plus tôt.
Le matricule 23 adopte alors la dénomination de Seraing RUL. Après le délai alors réglementaire de dix ans, ce cercle reprend l'appellation historique de « R. FC Sérésien », alors que sa direction  intègre de nombreux anciens sympathisanets et dirigeants de l'ex-matricule 17.
Le 1er juillet 2013 le club est repris par Monsieur Bernard Serin, Président du Groupe Metz. Le club termine 4° de la 1° provinciale liégeoise.

### Matricule 167
- Le matricule 17 est diffèrent des matricules 23 et 167
- Rachat du matricule 167, qui permet au club d'évoluer la saison suivante en 2ème division, sous le nom de Seraing United
- En 2014, Dominique D'Onofrio, ancien entraîneur du Standard de Liège, reconverti en directeur sportif du club français du Football Club de Metz, fut un des principaux responsables de l'investissement des Français dans le club sérésien. C'est ainsi que le matricule 167 des Francs Borains fut vendu à un groupe dont l'actionnaire majoritaire est le FC Metz et déménagea vers Seraing où il devint le Seraing United, ne pouvant récupérer réglementairement le nom de RFC Seraing avant le 10ème anniversaire de la disparition de leur quasi-homonyme du RFC Sérésien. Perçu comme le club satellite du Metz, le matricule 167 boucle, sous de nouvelles couleurs, une saison qui se ponctue par une excellente quatrième place en D2.
- Le 1er juillet 2015 après une longue démarche administrative, le club est autorisé à modifier sa dénomination, pour s’appeler désormais RFC Seraing matricule 167.

#### RFC Seraing: premières années compliquées, et retour en première division
Lors cette saison 2015-2016, le club finit onzième, ce qui en cette année de réforme majeure des championnats, fut synonyme de relégation au troisième niveau du football belge.
Les ambitions des propriétaires fut fortement ralenties par des sanctions de la FIFA car le club n'aurait pas respecté le réglement concernant la tierce propriété des joueurs. https://www.rtbf.be/article/seraing-lourdement-sanctionne-par-la-fifa-9083084
Se retrouvant dans la nouvelle Division 1 amateur, Seraing termine à la septième place du classement, puis la saison suivante, à la cinquième place, aux portes du tour final.
En 2021, remportant sa double confrontation de barrage face à Waasland-Beveren, un club du nom de RFC Seraing accède à la première division 25 ans après la disparition de son « ancêtre » du RFC Seraing (17).

## Coupe de l'UEFA 1994-1995
Pour sa grande découverte des compétitions européennes, le R. FC Seraing est opposé à une équipe qui comme lui s'est classée troisième de son championnat national. On sait depuis que malheureusement cette expérience continentale reste la seule du vénérable matricule 17.

### Match aller
| R. FC Seraing |

| FK Dynamo Moscou |

| R. FC Seraing |

| FK Dynamo Moscou |

| R. FC Seraing : |    |                      |     |     |
|                 |    |                      |     |     |
| Gardien de but  | 1  | Marc Huysmans        |     |     |
|                 | 2  | Serge Kimoni         |     |     |
|                 | 3  | Benjamin Debusschere |     |     |
|                 | 4  | Rudy Ducoulombier    | 59e |     |
|                 | 5  | Marc Schaessens      |     |     |
|                 | 6  | Alain De Nil         |     |     |
|                 | 7  | Manu Karagianis      |     |     |
|                 | 8  | Edmílson             |     |     |
|                 | 9  | Wamberto             |     |     |
|                 | 10 | Patrick Teppers      |     | 83e |
|                 | 11 | Roger Lukaku         |     |     |
| Remplaçants :   |    |                      |     |     |
|                 | 16 | Axel Lawarée         | 59e |     |
| Entraîneur :    |    |                      |     |     |
| Georges Heylens |    |                      |     |     |

| FK Dynamo Moscou : |    |                     |     |     |
|                    |    |                     |     |     |
| Gardien de but     | 1  | Andrey Smetanin     |     |     |
|                    | 2  | Sergey Timofeev     |     |     |
|                    | 3  | Oleg Samatov        |     |     |
|                    | 4  | Sergey Shulgin      |     | 89e |
|                    | 5  | Aleksandr Smirnov   |     |     |
|                    | 6  | Andrey Chernyshov   |     |     |
|                    | 7  | Denis Klyuev        |     |     |
|                    | 8  | Dmitriy Cherychev   |     |     |
|                    | 9  | Omar Tetradze       | 76e | 62e |
|                    | 10 | Andrey Ivanov       |     |     |
|                    | 11 | Igor Simutenkov     |     | 87e |
| Remplaçants :      |    |                     |     |     |
|                    | 13 | Aleksandr Borodkine |     | 76e |
| Entraîneur :       |    |                     |     |     |
| Konstantin Beskov  |    |                     |     |     |

Pour la manche aller, disputée à domicile, l'entraîneur Heylens prend un risque tactique en laissant de côté le Zaïrois Ngombo pour aligner une défense inédite. C'est Serge Kimoni (qui n'a plus joué en Belgique depuis quatre ans) qui est préféré à celui que la presse sportive belge a élu meilleur Sérésien quelques jours plus tôt à Ekeren en Championnat. Autre modification, Rudi Ducoulombier est désigné comme « libero », poste où il n'a jamais encore été convaincant. Cette option aurait pu s'avérer catastrophique sans une fin de match époustouflante des « Métallos ». En première période, les « Rouges et Noirs » ne débutent pas trop mal mais... prennent l'eau.
Des tirs de loin de Marc Schaessens alertent le gardien russe, puis les Sérésiens se font plus discrets offensivement. On joue depuis 19 minutes quand les Moscovites bénéficient d'un coup franc axial. Simutenko décale légèrement vers la droite pour Smirnov. qui cadre une frappe bourrée d'effet. Le portier Huysmans est surpris par la trajectoire en « S ». Il se couche en tentant de poser les mains sur le ballon mais ne peut l'arrêter (0-1). Six minutes plus tard, le flanc droit de la défense est pris de vitesse quand Samatov lance Klyuev dans son couloir droit. Le centre retombe dans la foulée de Cheryshev qui, en glissade, réussit une belle reprise de près (0-2). On approche du repos quand Benjamin Debusschere se fait piéger. L'arrière central accompagne l'ailier Simutenkov sur l'extérieur gauche par rapport à son but. Le Russe effectue un crochet intérieur et l'arrière étend la jambe. L'arbitre italien n'hésite pas une seconde et accorde un coup de réparation. La pseudo-victime transforme le penalty. « 0-3 » à la mi-temps, le matricule 17 a foiré ses grands débuts européens.
Juste après l'heure de jeu, Dmitriy Cheryshev démarre de la ligne médiane et prend tout la défense de vitesse d'un sprint plein axe, puis se joue de la sortie d'Huysmans pour faire « 0-4 ». Dans la faible assistance (4.000 personnes pour la grande première européenne du club, c'est une déception), plus personne ne voudrait miser un kopeck sur les locaux. Et pourtant ! En l'espace de 23 minutes, Seraing plante trois buts et relance substantiellement l'intérêt de leur voyage à Moscou.
Trois minutes après le quatrième but russe, Schaessens délivre un coup franc depuis l'aile droite sérésienne. Le cuir surmonte toute le grand rectangle et retombe dans le petit juste après le second poteau. Wamberto effectue un contrôle et canonne dans le plafond (1-4). Peu après, Schaessens cadre la lucarne sur un autre coup franc, mais le portier Smetanin capte l'essai en plein vol. À l'entrée du dernier quart d'heure, Schaessens est plus en réussite quand il tente un tir axial qui traverse la surface de réparation en bondissant et termine dans le coin (2-4). La fin de partie est proche quand Sergey Shulgin se voit montrer un secon carton jaune pour avoir retenu Edmílson par le maillot sur l'aile gauche sérésienne. Peu après, Teppers joue rapidement un autre coup franc accordé à la droite de la cage russe. Debusschere reçoit le ballon devant le rectangle et s'applique pour centrer en profondeur. Edmílson bondit le plus haut et assène un coup de front gagnant (3-4). 

### Match retour
| KK Dynamo Moscou |

| R. FC Seraing |

| KK Dynamo Moscou |

| R. FC Seraing |

| FK Dynamo Moscou : |    |                   |     |     |
|                    |    |                   |     |     |
| Gardien de but     | 1  | Andrey Smetanin   |     |     |
|                    | 2  | Sergey Timofeev   |     | 77e |
|                    | 3  | Oleg Samatov      |     |     |
|                    | 4  | Sergey Nekrasov   |     |     |
|                    | 5  | Aleksandr Smirnov | 38e |     |
|                    | 6  | Andrey Chernyshov |     |     |
|                    | 7  | Denis Klyuev      |     |     |
|                    | 8  | Dmitriy Cherychev |     | 64e |
|                    | 9  | Erik Yakhimovich  |     |     |
|                    | 10 | Andrey Ivanov     |     |     |
|                    | 11 | Igor Simutenkov   |     |     |
| Remplaçants :      |    |                   |     |     |
|                    | 13 | Aleksey Koutsenko | 38e |     |
|                    |    |                   |     |     |
| Entraîneur :       |    |                   |     |     |
| Konstantin Beskov  |    |                   |     |     |

| R. FC Seraing : |    |                        |     |     |
|                 |    |                        |     |     |
| Gardien de but  | 1  | Harald Heinen          |     |     |
|                 | 2  | Danny Ngombo           |     |     |
|                 | 3  | Benjamin Debusschere   |     |     |
|                 | 4  | Rudy Ducoulombier      |     |     |
|                 | 5  | Marc Schaessens        |     | 43e |
|                 | 6  | Alain De Nil           |     |     |
|                 | 7  | Manu Karagianis        |     | 71e |
|                 | 8  | Edmílson               | 46e |     |
|                 | 9  | Axel Lawarée           | 61e | 40e |
|                 | 10 | Patrick Teppers        |     |     |
|                 | 11 | Roger Lukaku           |     |     |
| Remplaçants :   |    |                        |     |     |
|                 | 14 | Jean-Marie Houben      |     | 46e |
|                 | 16 | Christophe Vandenbergh |     | 61e |
| Entraîneur :    |    |                        |     |     |
| Georges Heylens |    |                        |     |     |

Pour connaître le plaisir du succès dans le domaine sportif, la nécessité d'une réussite minimum est incontournable. Pour ce déplacement dans la capitale russe, le  R. FC Seraing, qui s'est notablement compliqué la tâche en concédant quatre buts à domicile, manque singulièrement de chance. L'obligation de gagner par deux buts d'écart se retrouve sérieusement mise à mal par divers coups du sort. Alignant cette fois Ngombo, l'entraîneur Heylens positionne ses garçons en « 4-3-3 » sans Wamberto.
Les Moscovites n'ont plus l'aisance du match aller. Principalement parce que les Liégeois ne commettent plus la même erreur de se ruer à l'offensive sans penser à la couverture. Le gardien allemand Heinen, préféré à Huysmans, met quelques minutes avant d'être en plein confiance puis se montre brillant sur le premier envoi dangereux de la partie : un tir de loin de Smirnov. Blessé celui-ci doit quitter ses équipiers vers la 38e minute. Huit minutes plus tôt, le Dynamo l'a échappé belle quand un superbe essai du jeune Lawarée à percuter le montant d'un Smetanin impuissant. Pendant le repos, l'entraîneur sérésien doit remplacer Edmílson blessé par Houben. À l'analyse finale, le nouveau venu n'est pas aussi performant. Mais rappelons à sa décharge, qu'à déjà 32 ans le joueur n'a plus le même tonus que celui qu'il affiche sous les vareuses du Club Liégeois ou d'Anderlecht.
Comble de malchance, à l'heure de jeu, Seraing perd un deuxième attaquant sur les trois alignés. Axel Lawarée est suppléé par le tout jeune Christophe Vandenberg (20 ans et 18 jours). Peu avant de devoir quitter la pelouse, Lawarée a réussi un magnifique retourné, miraculeusement détourné par un gardien Smetanin en grande forme. Le matricule 17 est même carrément maudit quand un tir de Lukaku frappe le montant. Quand bien servi par un centre d'Alain De Nil, Marc Schaessens arme un envoi victorieux, la moitié du chemin est faite... mais il ne reste que quatre minutes au chronomètre de l'arbitre danois. S'offrant une victoire en déplacement, le R. FC Seraing sort la tête haute de sa première, et malheureusement seule, expérience continentale.

#### De père en fils...
Deux joueurs qui s'affrontent dans ce trente-deuxième de finale aller/retour de la Coupe de l'UEFA ont des fils qui par la suite deviennent aussi joueurs de football professionnels. Des fils qui s'affrontent pendant de la phase finale de l'Euro 2020. Le Sérésien Roger Lukaku et le Moscovite Dmitriy Cheryshev sont déjà le papa, respectivement, de Romelu (1 an) et de Denis (4 ans).

## Résultats dans les divisions nationales
Statistiques clôturées, club disparu

### Palmarès
- 2 fois champion de Division 2 en 1982 et 1993.
- 4 fois champion de Division 3 en 1958, 1965, 1980 et 1991.
- 2 fois champion de Promotion en 1975 et 1979.

### Bilan
| Niv | Divisions     | Jouées | Titres | TM Up | TM Down |
| --- | ------------- | ------ | ------ | ----- | ------- |
| I   | 1re nationale | 8      | 0      |       |         |
| II  | 2e nationale  | 33     | 2      | 3     |         |
| III | 3e nationale  | 25     | 4      |       |         |
| IV  | 4e nationale  | 3      | 2      |       |         |
| V   | 5e nationale  | 0      | 0      |       |         |
|     |               |        |        |       |         |
|     | TOTAUX        | 69     | 8      | 3     | 0       |

- TM Up : test-match pour départager des égalités, ou toutes formes de Barrages ou de Tour final pour une montée éventuelle.
- TM Down : test-match pour départager des égalités, ou toutes formes de Barrages ou de Tour final pour le maintien.

### Classements saison par saison
| Ordre                     | Saison  | Nom du club                                                  | Niveau                  | Classement final | Remarques            |
| ------------------------- | ------- | ------------------------------------------------------------ | ----------------------- | ---------------- | -------------------- |
| 1                         | 1924-25 | FC sérésien                                                  | Promotion (D2) série A  | 8e/14            |                      |
| 2                         | 1925-26 | FC sérésien                                                  | Promotion (D2) série A  | 11e/14           | Relégué!             |
| 3                         | 1926-27 | FC sérésien                                                  | Promotion (D3) série C  | 9e/14            |                      |
| 4                         | 1927-28 | R. FC sérésien                                               | Promotion (D3) série B  | 9e/14            |                      |
| 5                         | 1928-29 | R. FC sérésien                                               | Promotion (D3) série C  | 9e/14            |                      |
| 6                         | 1929-30 | R. FC sérésien                                               | Promotion (D3) série B  | 6e/14            |                      |
| 7                         | 1930-31 | R. FC sérésien                                               | Promotion (D3) série C  | 2e/14            | Relégué!             |
| 8                         | 1931-32 | R. FC sérésien                                               | Division 1 (D2) série B | 5e/14            |                      |
| 9                         | 1932-33 | R. FC sérésien                                               | Division 1 (D2) série B | 4e/14            |                      |
| 10                        | 1933-34 | R. FC sérésien                                               | Division 1 (D2) série B | 7e/14            |                      |
| 11                        | 1934-35 | R. FC sérésien                                               | Division 1 (D2) série B | 6e/14            |                      |
| 12                        | 1935-36 | R. FC sérésien                                               | Division 1 (D2) série A | 10e/14           |                      |
| 13                        | 1936-37 | R. FC sérésien                                               | Division 1 (D2) série A | 11e/14           |                      |
| 14                        | 1937-38 | R. FC sérésien                                               | Division 1 (D2) série A | 8e/14            |                      |
| 15                        | 1938-39 | R. FC sérésien                                               | Division 1 (D2) série B | 12e/14           |                      |
| Compétitions interrompues |         |                                                              |                         |                  |                      |
| 16                        | 1941-42 | R. FC sérésien                                               | Division 1 (D2) série A | 14e/14           | [ saisons 3 ]        |
| 17                        | 1942-43 | R. FC sérésien                                               | Division 1 (D2) série A | 14e/16           |                      |
| 18                        | 1943-44 | R. FC sérésien                                               | Division 1 (D2) série B | 7e/15            |                      |
| Compétitions interrompues |         |                                                              |                         |                  |                      |
| 19                        | 1945-46 | R. FC sérésien                                               | Division 1 (D2) série B | 15e/18           |                      |
| 20                        | 1946-47 | R. FC sérésien                                               | Division 1 (D2) série A | 8e/17            |                      |
| 21                        | 1947-48 | R. FC sérésien                                               | Division 1 (D2) série B | 10e/16           |                      |
| 22                        | 1948-49 | R. FC sérésien                                               | Division 1 (D2) série A | 7e/16            |                      |
| 23                        | 1949-50 | R. FC sérésien                                               | Division 1 (D2) série B | 9e/16            |                      |
| 24                        | 1950-51 | R. FC sérésien                                               | Division 1 (D2) série A | 14e/16           |                      |
| 25                        | 1951-52 | R. FC sérésien                                               | Division 1 (D2) série B | 14e/16           | Relégué!             |
| 26                        | 1952-53 | R. FC sérésien                                               | Division 3 série A      | 5e/16            |                      |
| 27                        | 1953-54 | R. FC sérésien                                               | Division 3 série B      | 4e/16            |                      |
| 28                        | 1954-55 | R. FC sérésien                                               | Division 3 série A      | 4e/16            |                      |
| 29                        | 1955-56 | R. FC sérésien                                               | Division 3 série B      | 11e/16           |                      |
| 30                        | 1956-57 | R. FC sérésien                                               | Division 3 série A      | 6e/16            |                      |
| 31                        | 1957-58 | R. FC sérésien                                               | Division 3 série B      | 1er/16           | Champion et promu!   |
| 32                        | 1958-59 | R. FC sérésien                                               | Division 2              | 14e/16           |                      |
| 33                        | 1959-60 | R. FC sérésien                                               | Division 2              | 16e/16           | Relégué!             |
| 34                        | 1960-61 | R. FC sérésien                                               | Division 3 série B      | 8e/16            |                      |
| 35                        | 1961-62 | R. FC sérésien                                               | Division 3 série B      | 2e/16            |                      |
| 36                        | 1962-63 | R. FC sérésien                                               | Division 3 série B      | 6e/16            |                      |
| 37                        | 1963-64 | R. FC sérésien                                               | Division 3 série A      | 2e/16            |                      |
| 38                        | 1964-65 | R. FC sérésien                                               | Division 3 série B      | 1er/16           | Champion et promu!   |
| 39                        | 1965-66 | R. FC sérésien                                               | Division 2              | 5e/16            |                      |
| 40                        | 1966-67 | R. FC sérésien                                               | Division 2              | 5e/16            |                      |
| 41                        | 1967-68 | R. FC sérésien                                               | Division 2              | 12e/16           |                      |
| 42                        | 1968-69 | R. FC sérésien                                               | Division 2              | 16e/16           | Relégué!             |
| 43                        | 1969-70 | R. FC sérésien                                               | Division 3 série B      | 3e/16            |                      |
| 44                        | 1970-71 | R. FC sérésien                                               | Division 3 série A      | 13e/16           |                      |
| 45                        | 1971-72 | R. FC sérésien                                               | Division 3 série B      | 10e/16           |                      |
| 46                        | 1972-73 | R. FC sérésien                                               | Division 3 série A      | 15e/16           | Relégué!             |
| 47                        | 1973-74 | R. FC sérésien                                               | Promotion série B       | 4e/16            |                      |
| 48                        | 1974-75 | R. FC sérésien                                               | Promotion série C       | 1er/16           | Champion et promu!   |
| 49                        | 1975-76 | R. FC sérésien                                               | Division 3 série B      | 6e/16            |                      |
| 50                        | 1976-77 | R. FC sérésien                                               | Division 3 série B      | 3e/16            |                      |
| 51                        | 1977-78 | R. FC sérésien                                               | Division 3 série B      | 15e/16           | Relégué!             |
| 52                        | 1978-79 | R. FC sérésien                                               | Promotion série A       | 1er/16           | Champion et promu!   |
| 53                        | 1979-80 | R. FC sérésien                                               | Division 3 série B      | 1er/16           | Champion et promu!   |
| 54                        | 1980-81 | R. FC sérésien                                               | Division 2              | 2e/16            | Tour final!          |
| 55                        | 1981-82 | R. FC sérésien                                               | Division 2              | 1er/16           | Champion et promu!   |
| 56                        | 1982-83 | R. FC sérésien                                               | Division 1              | 13e/18           |                      |
| 57                        | 1983-84 | R. FC sérésien                                               | Division 1              | 5e/18            |                      |
| 58                        | 1984-85 | R. FC sérésien                                               | Division 1              | 14e/18           |                      |
| 59                        | 1985-86 | R. FC sérésien                                               | Division 1              | 16e/18           |                      |
| 60                        | 1986-87 | R. FC sérésien                                               | Division 1              | 17e/18           | Relégué!             |
| 61                        | 1987-88 | R. FC sérésien                                               | Division 2              | 12e/16           |                      |
| 62                        | 1988-89 | R. FC sérésien                                               | Division 2              | 2e/16            | Tour final!          |
| 63                        | 1989-90 | R. FC sérésien                                               | Division 2              | 15e/16           | Relégué!             |
| 64                        | 1990-91 | R. FC sérésien                                               | Division 3 série B      | 1er/16           | Champion et promu!   |
| 65                        | 1991-92 | R. FC sérésien                                               | Division 2              | 3e/16            | Tour final!          |
| 66                        | 1992-93 | R. FC sérésien                                               | Division 2              | 1er/16           | Champion et promu!   |
| 67                        | 1993-94 | R. FC sérésien                                               | Division 1              | 3e/18            | [ saisons 8 ]        |
| 68                        | 1994-95 | R. FC sérésien                                               | Division 1              | 9e/18            |                      |
| 69                        | 1995-96 | R. FC sérésien                                               | Division 1              | 16e/18           |                      |
| X                         | 1996    | Fusion avec le Standard de Liège, le matricule 17 disparaît. |                         |                  |                      |
|                           | 1996-97 | Seraing RUL (23)                                             | 1ere Provinciale        |                  |                      |
|                           | 1997-98 | Seraing RUL (23)                                             | 1ere Provinciale        |                  |                      |
|                           | 1998-99 | Seraing RUL (23)                                             | Promotion D             | 11/16            |                      |
|                           | 1999-00 | Seraing RUL (23)                                             | Promotion D             | 9/16             |                      |
|                           | 2000-01 | Seraing RUL (23)                                             | Promotion D             | 4/16             | Tour Final           |
|                           | 2001-02 | Seraing RUL (23)                                             | Promotion D             | 4/16             | Tour Final           |
|                           | 2002-03 | Seraing RUL (23)                                             | Promotion D             | 2/16             | Promu via Tour Final |
|                           | 2003-04 | Seraing RUL (23)                                             | Division 3 B            | 13/16            |                      |
|                           | 2004-05 | Seraing RUL (23)                                             | Division 3 B            | 16/16            | Relégation           |
|                           | 2005-06 | Seraing RUL (23)                                             | Promotion D             | 1/16             | Champion et promu    |
|                           | 2006-07 | RFC Seraing (23)                                             | Division 3 B            | 8/16             |                      |
|                           | 2007-08 | RFC Seraing (23)                                             | Division 3 B            | 11/16            |                      |
|                           | 2008-09 | RFC Seraing (23)                                             | Division 3 B            | 15/16            | Relégation           |
|                           | 2009-10 | RFC Seraing (23)                                             | Promotion D             | 4/16             | Tour Final           |
|                           | 2010-11 | RFC Seraing (23)                                             | Promotion D             | 4/16             |                      |
|                           | 2011-12 | RFC Seraing (23)                                             | Promotion D             | 15/16            | Relégation           |
|                           |         | RFC Seraing (23)                                             | Séries provinciales     |                  |                      |
|                           | 2014-15 | Seraing United (167)                                         | Division 2              | 4/18             |                      |
|                           | 2015-16 | RFC Seraing (167)                                            | Division 2              | 11/18            |                      |
|                           | 2016-17 | RFC Seraing (167)                                            | Division 1 Amateur      | 7/16             |                      |
|                           | 2017-18 | RFC Seraing (167)                                            | Division 1 Amateur      | 5/16             |                      |
|                           | 2018-19 | RFC Seraing (167)                                            | Division 1 Amateur      | 7/16             |                      |
|                           | 2019-20 | RFC Seraing (167)                                            | Division 1 Amateur      | 3/16             | Promu                |
|                           | 2020-21 | RFC Seraing (167)                                            | D1B                     | 2/8              | Promu via test match |

## Anciens joueurs
- Jules Bocandé
- Freddy Luyckx
- Nico Claesen
- Guy Dardenne
- Olivier Doll
- Michaël Goossens
- Axel Lawarée
- Sébastien Pocognoli
- Edmilson
- Wamberto
- Christophe Grégoire
- Lars Olsen
- Juan Carlos Oblitas
- Kabongo Ngoy
- Anges Ngapy
- Roger Lukaku